# Diodora occidua
Diodora occidua is een slakkensoort uit de familie van de Fissurellidae. De wetenschappelijke naam van de soort is voor het eerst geldig gepubliceerd in 1930 door Cotton.